# Amauronematus septentrionalis
Amauronematus septentrionalis är en stekelart som beskrevs av Saarinen 1950. Amauronematus septentrionalis ingår i släktet Amauronematus, och familjen bladsteklar. Arten är reproducerande i Sverige.